# Restauracja dworcowa w Poznaniu
Restauracja dworcowa w Poznaniu – restauracja zlokalizowana na dworcu głównym w Poznaniu w okresie międzywojennym, kiedy to była największą restauracją dworcową w Polsce. Uchodziła też za najlepszy pod względem menu i obsługi tego rodzaju obiekt w kraju. Restauracja była obiektem bardzo eleganckim, podzielonym na trzy sale dla podróżnych I, II i III klasy. Niezależnie od klas obecna była obsługa kelnerska, białe obrusy i bogaty wystrój, np. obfita zieleń, w tym palmy.